# James Weir (Fußballspieler, 1851)
James Biggar „Jamie“ Weir (* 23. November 1851 in Gorbals; † 23. April 1889 in Warrina, Australien) war ein schottischer Fußballspieler. Mit dem FC Queen’s Park gewann er in den 1870er Jahren dreimal den schottischen Pokal. Zugleich bestritt Weir das erste offizielle Länderspiel in der Geschichte des Fußballs zwischen Schottland und England im November 1872.

## Karriere

### Verein
James Weir spielte von 1870 bis 1880 für den schottischen Verein FC Queen’s Park, dem ältesten Fußballverein aus Schottland, der am 9. Juli 1867 gegründet worden war. Mit dem Verein nahm er 1873/74 am erstmals ausgetragenen Schottischen Pokal teil, bei dem das Finale erreicht wurde. Beim 2:0-Finalsieg über den FC Clydesdale bereitete Weir den Treffer zum Endstand von Robert Leckie vor. Ein Jahr später gelang die Titelverteidigung im Endspiel von 1875. Im Finale gegen den FC Renton das mit 3:0 gewonnen wurde, bereitete Weir das Führungstor durch Angus MacKinnon per Eckstoß vor. 1876 wurde der Pokal zum dritten Mal infolge gewonnen. Dabei wurde Third Lanark erst im Wiederholungsfinale bezwungen.

### Nationalmannschaft
Das erste Länderspiel das Weir im Jahr 1872 absolvierte, war außerdem das erste der schottischen Fußballnationalmannschaft und erste offizielle Länderspiel in der Geschichte des Fußballs. Das Spiel zwischen Schottland und England wurde am 30. November 1872 auf dem Hamilton Crescent im heutigen Glasgower Stadtteil Partick ausgetragen. Das Spiel, welches rund 3.000 Zuschauer schauten, endete mit 0:0. Die schottische Mannschaft bestand ausschließlich aus Spielern des FC Queen’s Park. Weitere Einsätze folgten in den Jahren 1874, 1875 und 1878. In seinem letzten Spiel für die Schotten im März 1878 erzielte er bei einem 9:0-Sieg über Wales zwei Tore.

## Erfolge
mit dem FC Queen’s Park:
- Schottischer Pokalsieger: 1874, 1875, 1876